# Eurylepis poonaensis
Eurylepis poonaensis е вид влечуго от семейство Сцинкови (Scincidae). Видът е застрашен от изчезване.

## Разпространение
Разпространен е в Индия (Махаращра).